# Diego Ferrara
Pietro Diego Ferrara (Chieti, 29 giugno 1954) è un politico e medico italiano, sindaco di Chieti dall'8 ottobre 2020.
Dal 6 luglio 2015 ha ricoperto il ruolo di consigliere comunale per la lista civica "Chieti per Chieti".
Nel 2020 si candida a sindaco di Chieti sostenuto dal Partito Democratico, Sinistra Italiana e due liste civiche: al primo turno arriva secondo con il 21,50% distaccato di 17 punti da Fabrizio Di Stefano del centro-destra, ma al ballottaggio, dopo aver formalizzato l'apparentamento con la coalizione civica facente riferimento a Paolo De Cesare, vince con il 55,8%, rimontando con un distacco di 11 punti dall'avversario Di Stefano. Si insedia ufficialmente l'8 ottobre 2020.